# 오현
오현은 대한민국의 평범한 학생이다.

## 음반
- 2014년 불나비
- 2016년 사랑아 사랑아 / 불나비